# 티서퓌레드

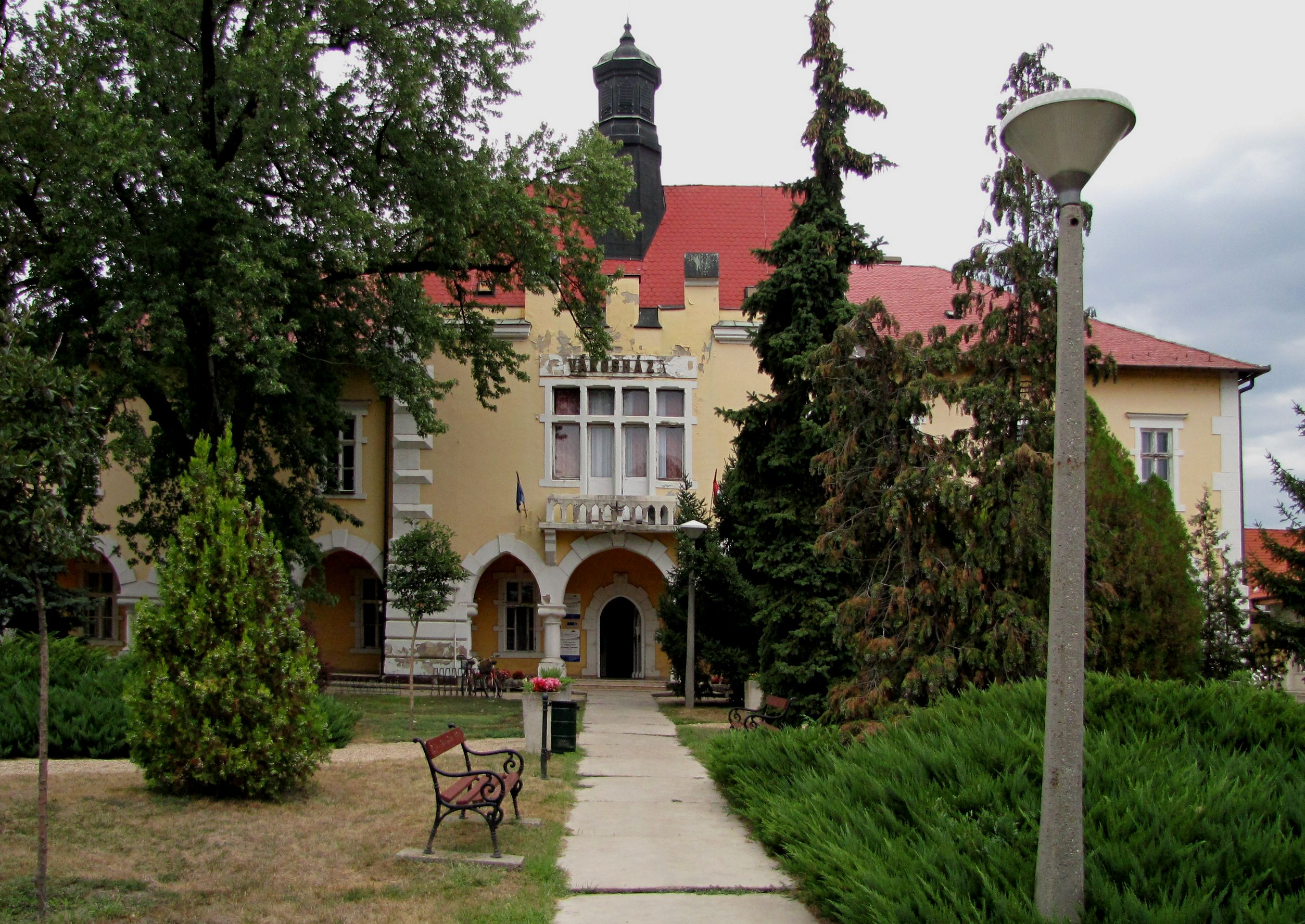
티서퓌레드 시청

티서퓌레드(헝가리어: Tiszafüred)는 헝가리 야스너지쿤솔노크주에 위치한 도시로 면적은 209.97km2, 인구는 10,872명(2017년 기준)이다. 티서퓌레드구의 행정 중심지이기도 하다. 티서호에서 가장 큰 도시이며 수상 스키, 산책, 온천과 같은 여가 활동을 제공하는 인기 있는 관광지이기도 하다.

시기
시 문장